# Charaxes bayanii
Charaxes bayanii är en fjärilsart som beskrevs av Schröder och Colin G.Treadaway 1982. Charaxes bayanii ingår i släktet Charaxes och familjen praktfjärilar. Inga underarter finns listade i Catalogue of Life.